# Paul Johnson
Paul Johnson   (Manchester, 2 de novembre de 1928 - Londres, 12 de gener de 2023), nascut com Paul Bede Johnson, va ser un escriptor, historiador i periodista anglès i catòlic.

## Biografia
Paul Johnson va estudiar història a la Universitat d'Oxford, on va ser deixeble del cèlebre historiador A.J.P. Taylor. Va realitzar el servei militar a Gibraltar, on va adoptar una postura contrària al règim franquista espanyol (que més tard admiraria). La seva experiència militar li va servir per treballar com a periodista al mensual parisenc, Realités, del qual va ser assistent d'editor (1952-1955). A França també va començar a col·laborar, com a corresponsal, amb el periòdic de centreesquerra, New Statesman, del qual va ser redactor en cap de 1965 a 1970. Després va treballar com a redactor de discursos per a Margaret Thatcher, amb qui va estudiar a Oxford.
És autor de més de trenta obres, la majoria sobre l'actualitat i la història en general: Història dels jueus o Història del cristianisme són alguns exemples. A Intel·lectuals (2008) retrata a personalitats com Karl Marx, Jean-Jacques Rousseau o Jean-Paul Sartre. Una de les seves millors obres va ser Temps Moderns, la primera edició dels quals va aparèixer en 1988, en el qual retrata la història del segle XX des de la Primera Guerra Mundial fins a la dècada de 1970. Són cèlebres també les seves biografies de grans personatges de la història.
A partir del 1981 escrivia una columna a la revista The Spectator i també col·laborava, periòdicament, amb Forbes i National Review. El 2006 va rebre la Presidential Medal of Freedom, el màxim guardó civil dels Estats Units.
Va morir a principis del 2023, a 94 anys.